# Gare de Blanmont
La gare de Blanmont est une gare ferroviaire belge de la ligne 161, de Schaerbeek à Namur, située à Blanmont section de la commune de Chastre dans la province du Brabant wallon.
Elle est mise en service en 1884 par l'Administration des chemins de fer de l'État belge. C'est une halte voyageurs de la Société nationale des chemins de fer belges (SNCB) desservie par des trains omnibus (L) et Heure de pointe (P).

## Situation ferroviaire
Établie à 129 mètres d'altitude, la gare de Blanmont, est située au point kilométrique (PK) 36,200 de la ligne 161, de Schaerbeek à Namur entre les gares de Mont-Saint-Guibert et de Chastre.

## Histoire
L'arrêt de Blanmont est mis en service le 8 juin 1884 par l'Administration des chemins de fer de l'État belge. Il est situé à 3 174 mètres de la gare de Mont-Saint-Guibert et à 1 064 m de celle de Chastre. L'arrêt est géré depuis la gare de Chastre.
Au tournant du XXe siècle, Blanmont se voit doter d'une halte de type 1893 richement ornée de bandeaux de brique de plusieurs couleurs et dotée d'une aile de sept travées servant de magasin pour les colis et de salle d'attente pour les voyageurs. Ce beau bâtiment fut démoli vers 1980.

## Service des voyageurs

### Accueil
Halte SNCB, c'est un point d'arrêt non géré (PANG) à accès libre. La gare dispose d'un distributeur automatique de titres de transport situé sur le quai en direction de Namur.

### Desserte
Blanmont est une halte voyageurs de la Société nationale des chemins de fer belges (SNCB) desservie par des trains omnibus (L) et Heure de pointe (P) de la relation Ottignies - Gembloux - Namur (voir fiches horaires de la ligne).
En semaine, la desserte comprend un train L par heure complétés par deux trains P Ottignies - Gembloux et un train P Namur - Ottignies dans chaque sens (le matin) ainsi qu'un train P Namur - Ottignies et deux trains P Ottignies - Namur (l'après-midi).
Les weekends et jours fériés, seuls circulent les trains L (un toutes les deux heures).

### Intermodalité
Un parc pour les vélos et un parking pour les véhicules y sont aménagés.

## Comptage voyageurs
Ce graphique et tableau montre le nombre de voyageurs embarquant en moyenne durant la semaine, le samedi et le dimanche.
| Nombre de passagers qui embarquent à la gare de Blanmont | Nombre de passagers qui embarquent à la gare de Blanmont | Nombre de passagers qui embarquent à la gare de Blanmont | Nombre de passagers qui embarquent à la gare de Blanmont |
|                                                          | Semaine                                                  | Samedi                                                   | Dimanche                                                 |
| -------------------------------------------------------- | -------------------------------------------------------- | -------------------------------------------------------- | -------------------------------------------------------- |
| 1977                                                     | 222                                                      | 54                                                       | 39                                                       |
| 1978                                                     | 207                                                      | 50                                                       | 42                                                       |
| 1979                                                     | 220                                                      | 50                                                       | 40                                                       |
| 1980                                                     | 203                                                      | 33                                                       | 23                                                       |
| 1981                                                     | 212                                                      | 30                                                       | 28                                                       |
| 1982                                                     | 177                                                      | 71                                                       | 42                                                       |
| 1983                                                     | 199                                                      | 38                                                       | 21                                                       |
| 1984                                                     | 203                                                      | 46                                                       | 23                                                       |
| 1985                                                     | 213                                                      | 53                                                       | 52                                                       |
| 1986                                                     | 242                                                      | 44                                                       | 34                                                       |
| 1987                                                     | 213                                                      | 57                                                       | 40                                                       |
| 1988                                                     | 250                                                      | 56                                                       | 37                                                       |
| 1989                                                     | 194                                                      | 46                                                       | 53                                                       |
| 1990                                                     | 237                                                      | 45                                                       | 41                                                       |
| 1991                                                     | 273                                                      | 50                                                       | 47                                                       |
| 1992                                                     | 283                                                      | 63                                                       | 42                                                       |
| 1993                                                     | 220                                                      | 67                                                       | 43                                                       |
| 1994                                                     | 257                                                      | 31                                                       | 32                                                       |
| 1995                                                     | 193                                                      | 50                                                       | 25                                                       |
| 1996                                                     | 202                                                      | 36                                                       | 18                                                       |
| 1997                                                     | 189                                                      | 36                                                       | 19                                                       |
| 1998                                                     | 210                                                      | 26                                                       | 26                                                       |
| 1999                                                     | 166                                                      | 18                                                       | 12                                                       |
| 2000                                                     | 158                                                      | 22                                                       | 16                                                       |
| 2001                                                     | 156                                                      | 23                                                       | 12                                                       |
| 2002                                                     | 144                                                      | 22                                                       | 18                                                       |
| 2003                                                     | 178                                                      | 22                                                       | 26                                                       |
| 2004                                                     | 201                                                      | 24                                                       | 20                                                       |
| 2005                                                     | 215                                                      | 32                                                       | 21                                                       |
| 2006                                                     | 261                                                      | 50                                                       | 38                                                       |
| 2007                                                     | 233                                                      | 34                                                       | 26                                                       |
| 2008                                                     | -                                                        | -                                                        | -                                                        |
| 2009                                                     | 233                                                      | 20                                                       | 19                                                       |
| 2010                                                     | -                                                        | -                                                        | -                                                        |
| 2011                                                     | -                                                        | -                                                        | -                                                        |
| 2012                                                     | 236                                                      | 28                                                       | 25                                                       |
| 2013                                                     | 206                                                      | 27                                                       | 38                                                       |
| 2014                                                     | 183                                                      | 34                                                       | 31                                                       |
| 2015                                                     | 199                                                      | 25                                                       | 29                                                       |
| 2016                                                     | 192                                                      | 21                                                       | 25                                                       |
| 2017                                                     | 210                                                      | 26                                                       | 26                                                       |
| 2018                                                     | 176                                                      | 29                                                       | 24                                                       |
| 2019                                                     | 172                                                      | 22                                                       | 16                                                       |
| 2020                                                     | 135                                                      | 19                                                       | 13                                                       |
| 2021                                                     | -                                                        | -                                                        | -                                                        |
| 2022                                                     | 222                                                      | 26                                                       | 47                                                       |
| 2023                                                     | 219                                                      | 63                                                       | 39                                                       |
| 2024                                                     | 188                                                      | 52                                                       | 39                                                       |